# Król Roger (opera)
Król Roger – opera Karola Szymanowskiego, w trzech aktach z librettem kompozytora i Jarosława Iwaszkiewicza. Jej prapremiera odbyła się 19 czerwca 1926 r. w Warszawie.

## Powstanie dzieła

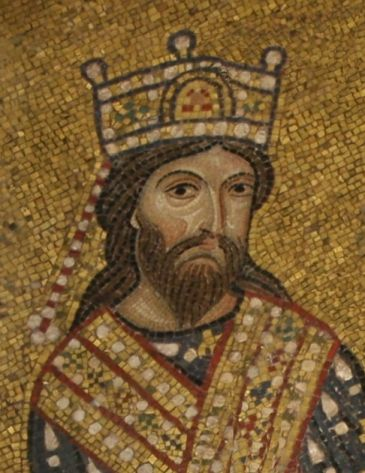
Roger II, Król Sycylii (mozaika, La Martorana, Palermo)

Szymanowski był zafascynowany kulturą orientu i starożytności, a także wczesnym średniowieczem, jego pierwsza opera Hagith napisana w duchu niemieckiego postromantyzmu, z silnymi wpływami muzyki Richarda Straussa (Salome), rozgrywała się w czasach biblijnych.
W latach 1911–1915 Szymanowski podróżował po Sycylii, wtedy poznał zapewne historię Rogera II. Pomysł opery powstał dopiero w Jelizawetgradzie, w 1918 roku, podczas wizyty Jarosława Iwaszkiewicza, którego kompozytor skłonił do napisania tekstu. Inspiracjami były Bachantki Eurypidesa, proza Waltera Patera i dramat Tadeusza Micińskiego Bazylissa Teofanu, dzieła Fryderyka Nietzschego i Oscara Wilde’a, interpretacje antyku Tadeusza Zielińskiego.
Pierwotny tytuł dzieła brzmiał Pasterz, pierwsza wersja libretta była gotowa w połowie 1920 roku, tekst ulegał wielu przeróbkom. Kompozytor kilka lat pracował nad muzyką. Partytura, której Szymanowski nadał ostatecznie tytuł Król Roger, była gotowa w 1924 roku.

## Wystawienia w kraju i za granicą

### Król Rogerw Polsce
Prapremiera miała miejsce w Warszawie 19 czerwca 1926 roku. Rolę tytułową kreował Eugeniusz Mossakowski, partię królowej Roksany zaśpiewała siostra kompozytora, Stanisława Korwin-Szymanowska, dyrygował Emil Młynarski. Recenzje były bardzo pozytywne, choć dzieło nie zdobyło trwałego powodzenia. Po wojnie po raz pierwszy wystawiono Króla Rogera dopiero w 1965 r, na otwarcie nowego gmachu Teatru Wielkiego, Króla Rogera (pod dyrekcją Mieczysława Mierzejewskiego i w reżyserii Bronisława Horowicza, ze scenografią Ottona Axera) zaprezentowano obok Halki i Strasznego dworu Stanisława Moniuszki. W roli tytułowej wystąpił Andrzej Hiolski. W latach 70. i 80. XX wieku dzieło zaczęto wystawiać częściej: m.in.: 1974: Gdańsk (dyr. Zbigniew Chwedczuk, reż. Stanisław Hebanowski, 1974, wówczas Opera i Filharmonia Bałtycka), 1976: Kraków (dyr. Robert Satanowski, reż. Maciej Prus) 1979: Poznań (dyr. Wojciech Michniewski, reż. Maciej Prus), 1980: Bytom (dyr. Napoleon Siess, reż. Ludwik René), 1982: Wrocław (dyr. Marek Tracz, reż. Eugeniusz Korin) oraz 1983: Teatr Wielki w Warszawie (dyr. Robert Satanowski, reż. Andrzej Kreütz-Majewski wznowienie 1986 w reż. Laco Adamika), to przedstawienie prezentowano podczas tournée w Niemczech.
Następne polskie inscenizacje zostały zrealizowane dopiero na początku XXI wieku: w 2000 roku w Warszawie (dyr. Jacek Kaspszyk, w roli tytułowej Wojciech Drabowicz) i w 2007 roku we Wrocławiu (dyr. Ewa Michnik, w roli tytułowej Andrzej Dobber) – obie w reżyserii Mariusza Trelińskiego. Ponownie Króla Rogera wystawiono w Warszawie w 2011 roku (dyr. Jacek Kaspszyk, reż. David Pountney, w roli tytułowej Mikołaj Zalasiński) oraz w 2018 roku (dyr. Grzegorz Nowak, reż. Mariusz Treliński, w roli tytułowej Łukasz Goliński).
W Operze Krakowskiej dzieło to zaprezentowano w 2015 roku pod kierownictwem muzycznym Łukasza Borowicza, w reżyserii Michała Znanieckiego, z udziałem Mariusza Kwietnia w partii Rogera.
W 2022 roku Król Roger został wystawiony w Operze na Zamku w Szczecinie (dyr. Jerzy Wołosiuk, reż. Rafał Matusz) oraz w Operze Bałtyckiej w Gdańsku (dyr. Jarosław Szemet, reż. Romuald Wicza-Pokojski).

### Król Rogerza granicą
W okresie międzywojennym dwukrotnie prezentowano dzieło za granicą: w Duisburgu (Stadttheater 28 X 1928, dyr. Paul Drach, reż. Alexander Schum; spektakl zakłóciła demonstracja niemieckich nacjonalistów z organizacji Stahlhelm) oraz Pradze (Národní Divadlo, 21 X 1932, dyr. Otakar Ostrčil, reż. Josef Munclingr), gdzie operę przyjęto entuzjastycznie. W 1949 roku wystawiono Króla Rogera w Teatro Massimo w Palermo, dyrygował Mieczysław Mierzejewski, reżyserował Bronisław Horowicz, scenografia: Renato Guttuso, partię Rogera śpiewał Giovanni Inghilleri, Roksany – Clara Petrella, Pasterza – Antonio Annarolo.
Za granicą prezentowano dzieło m.in. w Londynie (Sadlers’ Wells, 1975 i English National Opera, 1976; dyr. Charles Mackerras), Teatro Colón w Buenos Aires (dyr. Stanisław Wisłocki, reżyseria Aleksander Bardini, śpiewali Andrzej Hiolski, Bożena Betley i Wiesław Ochman, 1981), w Bremie (dyr. Pinchas Steinberg, reż. Krzysztof Zanussi, 1988), Los Angeles (Long Beach Opera, dyr. Murray Sidlin, śpiewali James Johnson, Nancy Shade i Jonathan Mack, 1988).
W Palermo dzieło zaprezentowano ponownie w 1992 r. W tym samym roku pokazano Rogera w Detroit i Buffalo (z udziałem Izabeli Kłosińskiej jako Roksany, dyr. Richard Woitach, reż. Marek Weiss-Grzesiński, scenografia Andrzej Kreütz-Majewski). Wspomnieć należy także produkcje w Stuttgarcie (reż. Peter Mussbach, 1997), Amsterdam (reż. Johannes Schaaf, 2000) i ponownie Palermo (reż. Yannis Kokkos. 2005).
Od roku Szymanowskiego (2007) zauważono wzrost zainteresowania Królem Rogerem.
W 2008 roku Król Roger został wystawiony w Nowym Jorku (Bard Summer Scape Festival w Annandale-on-Hudson), główne partie, pod dyrekcją Leona Botsteina, śpiewali Adam Kruszewski, Iwona Hossa i Tadeusz Szlenkier i Edynburgu (Edinburgh Festival, orkiestrą Teatru Maryjskiego dyrygował Walerij Giergijew, w przedstawieniu, w reż. Mariusza Trelińskiego śpiewali m.in. Andrzej Dobber i Elżbieta Szmytka), w 2009 roku Bonn (Theater Bonn), Petersburgu (Teatr Maryjski), Barcelonie (Gran Teatre del Liceu) i Bregencji (podczas Bregenz Festival, reż. David Pountney). Kontrowersyjną inscenizację przygotował Krzysztof Warlikowski w paryskiej Opéra Bastille (pod dyrekcją Kazushi Ono, z udziałem Mariusza Kwietnia i Olgi Pasiecznik, 2009), przedstawienie transmitowane poprzez telewizję Arte i Radio France Culture.
W czerwcu 2014 zaprezentowano nową produkcję opery w Wuppertalu (Opernhaus Wuppertal) w Niemczech. Z kolei w 2015 roku w norymberskim Staatstheater zrealizowano Króla Rogera (z udziałem stale współpracującego wówczas z tym teatrem Mikołaja Zalasińskiego, który namówił dyrektora do wystawienia tego dzieła), pod kierownictwem muzycznym Jacka Kaspszyka i w reżyserii Lorenzo Fioroniego.
Mariusz Kwiecień wystąpił także w produkcjach w Santa Fe (2012), Bilbao (2012, dyr. Łukasz Borowicz, reż. Michał Znaniecki, śpiewali również Iano Tamar i Jose Luis Sola), Royal Opera House w Londynie (2015, dyrygował Antonio Pappano, reżyserował Kasper Holten, przedstawienie wydane zostało na DVD). Była to koprodukcja z Opera Australia, w roku 2017 tę produkcję zaprezentowano Sydney i Melbourne, śpiewali Michael Honeyman (Roger), Lorina Gore (Roksana) i Saimir Pirgu (Pasterz), dyrygował Andrea Molino.
W 2019 roku miała miejsce premiera Króla Rogera w Bernie (Konzert Theater Bern) z udziałem Mariusza Godlewskiego w roli tytułowej; dyrygował Matthew Toogood, za reżyserię odpowiadał Ludger Engels. W tym samym roku w Operze Królewskiej w Sztokholmie (Kungliga Operan) zaprezentowano produkcję w reżyserii Mariusza Trelińskiego, która rok wcześniej została po raz pierwszy pokazana w Warszawie. W postać Króla Rogera ponownie wcielił się Łukasz Goliński. Premierę zarejestrowało Szwedzkie Radio.
W 2022 roku wystawiono Króla Rogera w Oper Frankfurt (dyr. Sylvain Cambreling), w Staatstheater Cottbus (dyr. Alexander Merzyn), w Chicago Opera Theater (dyr. Lidiya Yankovskaya, w roli tytułowej Mariusz Godlewski).

### Wystawienia koncertowe za granicą
Wielokrotnie prezentowano dzieło na estradzie koncertowej, m.in. w Stanach Zjednoczonych (St. Louis Symphony w St. Louis, dyr. Leonard Slatkin, 1981), Royal Festival Hall (BBC Symphony Orchestra dyrygował Andrew Davis, śpiewali David Wilson-Johnson, Eilene Hannan, Wiesław Ochman i Martyn Hill, 1990), Radio France (dyr. Charles Dutoit, śpiewali Wojciech Drabowicz, Zofia Kilanowicz, Ryszard Minkiewicz, 1996), The Proms w Londynie (dyr. Simon Rattle, 1998). W 1999 r. zaprezentowano dzieło w Montrealu i Carnegie Hall w Nowym Jorku, Montreal Symphony Orchestra (dyrygował Charles Dutoit). W 2003 r. wykonano Króla Rogera w Théâtre du Châtelet w Paryżu.
W 2011 przedstawiono dzieło Karola Szymanowskiego w Królewskim Teatrze La Monnaie w Brukseli (orkiestrą symfoniczną La Monnaie dyrygował Hartmut Haenschen, śpiewali Andrzej Dobber, Olga Pasiecznik, John Graham-Hall, Eric Cutler, Jarosław Kitała, Beata Morawska). W tym samym roku w Operze Narodowej w Kijowie zaprezentowano wersję koncertową Króla Rogera pod dyrekcją Michała Klauzy. Główne role wykreowali: Iwona Hossa jako Roksana, Mikołaj Zalasiński jako Roger, Karol Kozłowski jako Edrisi oraz Eric Cutler jako Pasterz.
14 kwietnia 2013 zaprezentowano (wykonanie koncertowe) na Amazońskim Festiwalu Operowym w Manaus w Brazylii, w Teatro de Amazonas, partię tytułową wykonał Marcin Bronikowski.
W marcu 2015 r. Charles Dutoit dwukrotnie poprowadził operę w Bostonie (z Bostońską Orkiestra Symfoniczną, śpiewali: Mariusz Kwiecień, Olga Pasiecznik, Edgaras Montvida, Rafał Maijzner, Raymond Aceto i Yvonne Naef).

## Opinie
Trudna w percepcji muzyka tych dzieł [Hagith i Króla Rogera] nie pozwalała początkowo wielu odbiorcom, a nawet wykonawcom ocenić w pełni ich wartości, w Królu Rogerze znacznie wyższych niż w młodzieńczej Hagith. […] Król Roger jest operą niezwykłą. Wyjątkowym był już sam poczęty w wyobraźni kompozytora i z mistrzostwem przez Jarosława Iwaszkiewicza zrealizowany pomysł libretta, które czyniąc miejscem akcji średniowieczną Sycylię, splata atmosferę surowego ascetyzmu wczesnego chrześcijaństwa z barwnym i tajemniczym światem kultury arabsko-bizantyjskiej oraz z kultem wysublimowanego erotyzmu i radości życia […]

## Charakterystyka znaczeniowa

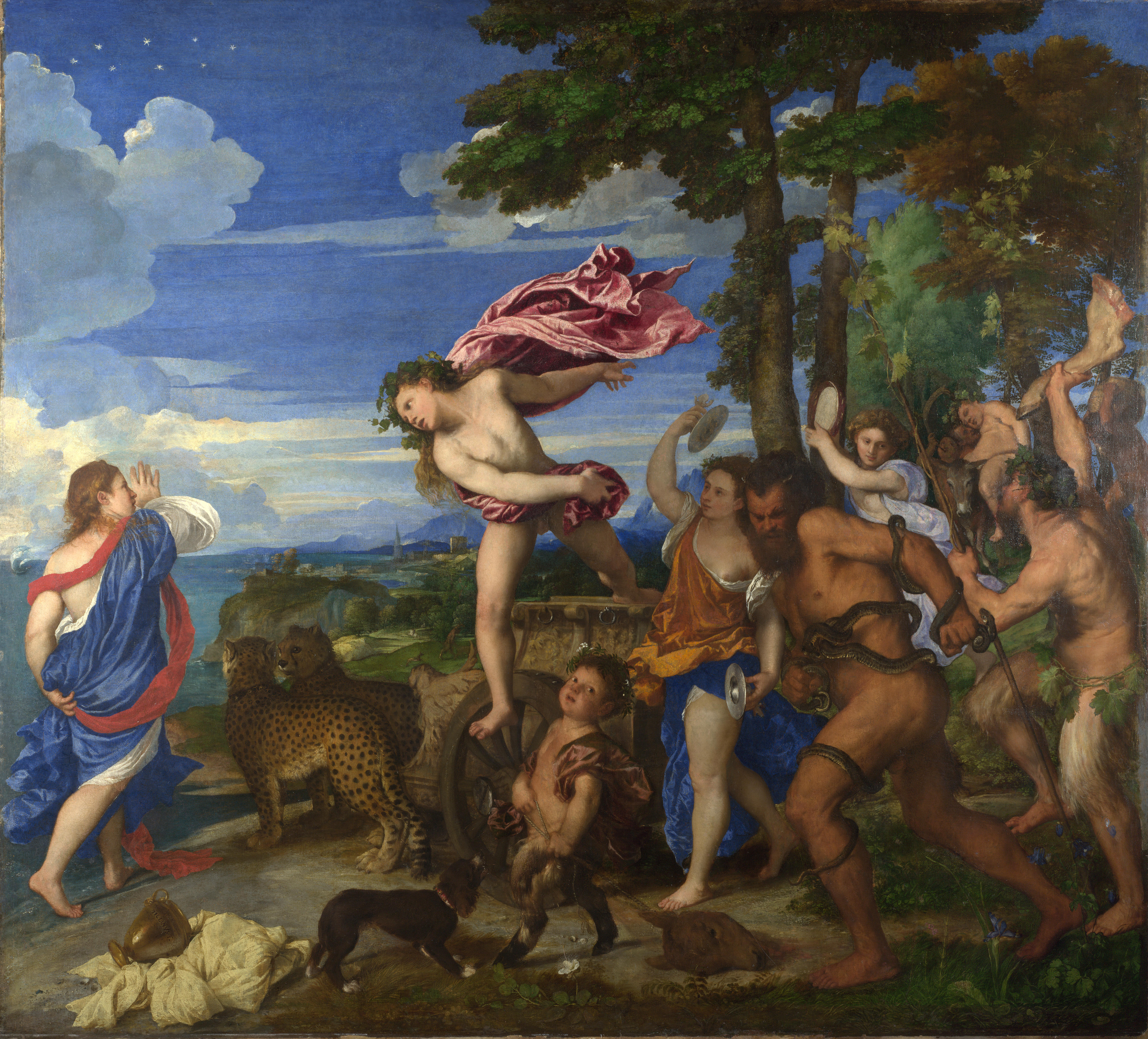
Tycjan „Bachanalia”

W operze obecny jest mit Dionizosa i Apollina. Król jest personifikacją Apolla, Pasterz symbolizuje Dionizosa, jest burzycielem kosmosu. Apollo to pierwiastek dobra i stałości (Swaróg, Gabriel, Brahman), Dionizos – pierwiastek szału i niszczenia (Weles, Lucyfer, Śiwa).
Opera posiada osobliwy immanentny ruch ekspresji , podobny do Dziadów Mickiewicza (wśród znawców literatury występuje pojęcie „arcydzieła w ruchu” opisujące przypadek Dziadów). Ruch ten dzieli się na cykle. W trzech aktach występuje cykl powtarzający się w kilku wymiarach – wymiar fabularny (walka – sąd Króla na Pasterzu zamienia się w walkę-sąd na Królu ostatecznie nierozwiązany w trzecim akcie), wymiar muzyczny (powtarzające się leitmotivy, ruch dzieła od śpiewów cerkiewnych do ekspresji szału greckiego; ruch od warstwy surowej, chorałowej, przez impresjonizm do ekspresjonizmu w całym dziele; narastający chaos harmoniki w partiach „czaru” Pasterza, melancholia i niepokój). W nieustającym, kosmicznym ruchu zachwiania fabularnego i muzycznego wyzwalają się jak z mitycznego chaosu poszczególne zmysły i uczucia. Z Króla-Apolla wyzwala się agape, miłość wyższa, egzystencjalna i syntetyczna, a z Pasterza-Dionizosa eros, miłość dozgonna, ekspresyjna, erotyczna. Ta pierwsza skierowana jest tylko do Roksany, powstaje rozpacz – nowy paradygmat życia Króla. Ta druga jest miłością pankosmiczną, szaloną, która sama siebie wyraża poprzez wieczne zaprzeczenie. Akt pierwszy określa utratę, akt drugi – żal. Akt trzeci zbudowany jest na poetyce zupełnej niejednoznaczności i improwizacji. Można go porównać z Wielką improwizacją z III części Dziadów (1832) Adama Mickiewicza (Ku mnie! Ku mnie! Wzywam Was! przypomina Kocham was, me dzieci wieszcze!).
W całym dziele można dostrzec nawiązania do Nie-boskiej komedii Zygmunta Krasińskiego poprzez ciągłą rewolucję i agresywne zachowanie tłumu. Jest kilka zaczerpniętych z Nie-boskiej fraz, np. Ku mnie!, a także paralelne szaleństwo Roksany do szaleństwa żony w sztuce Krasińskiego. Szał, ekspresja, rozpacz króla tracącego Roksanę, wybuchająca nagle potęga Pasterza, narastający ruch, chaos muzyki przechodzący przez różne rytmy i tempa do monumentalnej kulminacji ostatecznie przechodzi w taniec bachiczny, rytualny i szalony (w improwizacyjnym szale greckim) zarazem. Muzyka milknie, a Król śpiewa hymn na cześć Słońca. Ostatecznie pojedynek Dionizosa z Apollinem nie jest rozstrzygnięty, obie postacie się przenikają, bóg nigdy nie wygrywa nad bogiem.

## Role
|                                                                            |          | Premiera, 19 czerwca, 1926 (Emil Młynarski) |
| -------------------------------------------------------------------------- | -------- | ------------------------------------------- |
| Król Roger, Król Sycylii                                                   | baryton  | Eugeniusz Mossakowski                       |
| Roksana, jego żona                                                         | sopran   | Stanisława Korwin-Szymanowska               |
| Edrisi, Arabski mędrzec                                                    | tenor    | Maurycy Janowski                            |
| Pasterz                                                                    | tenor    | Adam Dobosz                                 |
| Archiereios                                                                | bas      | Roman Wraga                                 |
| Dyakonissa                                                                 | kontralt | Teodozja Skonieczna                         |
| Kapłani, mnisi, mniszki, obywatele, straże, eunuchowie, uczniowie Pasterza |          |                                             |

## Streszczenie
Akt pierwszy – „Imperium Bizantyjskie, akt chrześcijański”.
Sycylia, połowa XII wieku. Król Roger przybywa do katedry, w której trwa msza (śpiewy chóralne Hagios, hagios, hagios [Święty, święty, święty]). Archiereios i Diakonissa żądają, aby zabronił szerzenia herezji przez tajemniczego Pasterza, który głosi wiarę w nowego boga. Roksana prosi, aby przed skazaniem, Roger go wysłuchał. Pojawia się Pasterz, tłum żąda jego śmierci. Pasterz śpiewa bluźnierczą arię Mój Bóg jest piękny jako ja, która na wszystkich zgromadzonych robi wielkie wrażenie, oczarowuje Roksanę. Roger skazuje Pasterza na wygnanie, szybko jednak zmienia zdanie i każe mu przyjść do siebie do pałacu. Tłum modli się do Boga.
Akt drugi – „Orient, akt arabski”
W atmosferze niepokoju, oczekując Pasterza, Król rozmawia z mędrcem z Edrisim, swoim arabskim doradcą. Roksana śpiewa pieśń Uśnijcie krwawe sny Króla Rogera. Przybywa Pasterz z garstką swoich wyznawców. Pozdrawia króla w imieniu wiecznej miłości, opowiada, że przybywa z daleka i jest wysłannikiem Boga. Roger denerwuje się, ale uspokaja go Roksana. Wszyscy ulegają urokowi Pasterza, oczarowuje tłum tańcem dionizyjskim. Król każe go pojmać w kajdany, Pasterz zrywa łańcuchy i odchodzi, wraz z nim odchodzi także Roksana. Król pozostaje z Edrisim, po chwili decyduje się iść za Pasterzem.
Akt trzeci – „Antyk, akt grecko-rzymski”
Król, wraz z Edrisim dociera do ruin starożytnej świątyni greckiej. Na wołanie odpowiadają mu głosy Roksany i Pasterza. Zjawia się Roksana, która mówi, że nowa wiara przywróciła jej radość życia, Pasterz objawia się jako Dionizos. Po złożeniu ofiary i rozpaleniu ognia przed ołtarzem przybywają nowi wyznawcy Pasterza. Po ekstatycznym tańcu, w którym Roksana jawi się jako menada, wszyscy odchodzą. Wschodzi słońce, Król, pozostając z Edrisim, wita z radością jego blask.

## Dyskografia
- 1965 – Andrzej Hiolski, Hanna Rumowska, Kazimierz Pustelak, Zdzisław Nikodem, Marek Dąbrowski, Anna Malewicz-Madey dyr. Mieczysław Mierzejewski, Chór i Orkiestra Teatru Wielkiego w Warszawie, Chór Dziecięcy ZHP pod dyrekcją Mieczysława Mierzejewskiego, Warszawa / POLSKIE NAGRANIA 0250/1, OLYMPIA OCD 303 (1988, CD)
- 1991 – Florian Skulski, Barbara Zagórzanka, Stanisław Kowalski, Zdzisław Nikodem, Jerzy Ostapiuk, Ryszarda Racewicz, dyr. Robert Satanowski, Orkiestra I Chór Teatru Wielkiego w Warszawie/ KOCH – SCHWANN 314 014 K2 (CD)
- 1994 – Andrzej Hiolski, Wiesław Ochman, Barbara Zagórzanka, Henryk Grychnik, Leonard Andrzej Mróz, Anna Malewicz-Madey, dyr. Karol Stryja, Chór Chłopięcego Filharmonii Krakowskiej oraz Chóru i Orkiestry Filharmonii Śląskiej / MARCO POLO 223339; NAXOS,8660062-63 (CD)[32]
- 1998 – Thomas Hampson, Elżbieta Szmytka, Ryszard Minkiewicz, Philip Langridge, Robert Gierlach, Ryszard Minkiewicz, Jadwiga Rappé, dyr. Simon Rattle, Birmingham Choir and Symphony Orchestra, City of Birmingham Symphony Youth Chorus / EMI 56823 i 14576 (live CD)
- 2003 – Wojciech Drabowicz, Olga Pasiecznik, Krzysztof Szmyt, Piotr Beczała, Ryszard Wróblewski, Romuald Tesarowicz, Stefania Toczyska, Justyna Kabał, Maciej Dunin-Borkowski, dyr. Jacek Kaspszyk, Chór i Orkiestra Teatru Wielkiego – Opery Narodowej w Warszawie, Chór „Alla Polacca” / CD ACCORD CD 131 (CD)
- 2007 – Andrzej Dobber, Aleksandra Buczek, Rafał Majzner, Pavlo Tolstoy, Radosław Żukowski, Barbara Bagińska, dyr. Ewa Michnik, Opera Wrocławska, POLSKIE WYDAWNICTWA AUDIOWIZUALNE 5908259554143 (DVD)
- 2009 – Mariusz Kwiecień, Olga Pasiecznik, Štefan Margita, Eric Cutler, Wojtek Smilek, Jadwiga Rappe, dyr. Kazushi Ono, Orchestre del’Opéra national de Paris / Bel Air Media (DVD)
- 2010 – Scott Hendricks, Olga Pasiecznik, John Graham-Hall, Willy Hartmann Sorin Coliban, Lyubov Sokolova, Justyna Dyla, Mariusz Stefanski, dyr. Mark Elder, Chór Polskiego Radia, Camerata Silesia, Bregenz Musikhauptschule Children’s Chorus, Vienna Symphony Orchestra / C MAJOR B003T68VHG
- 2015– Mariusz Kwiecień, Georgia Jarman, Saimir Pirgu, Kim Begley, Alan Ewing, Agnes Zwierko, dyr. Antonio Pappano, Orkiestra Royal Opera House, Londyn / ROYAL OPERA HOUSE, OA 1161 D (DVD)